# Det Europæiske Føderalistparti
Europæiske Føderalistparti (EFP) er et paneuropæisk politisk parti, som går ind for yderligere og dybere mellemstatslig integration i Den Europæiske Union. Partiet blev dannet den 6. november 2011 i Paris fra sammenslutningen af de eksisterende organisationer Europe United og the French Federalist Party. Partiets mål er at fremme europæisk føderalisme og at deltage i alle fremtidige demokratiske valg, herunder Europa-Parlamentsvalg. Partiets politiske ideologi er føderalisme og social-liberalisme, og placerer borgerne i centrum for udviklingen af fremtidens Europa.

## Partiets statslige og regionale repræsentationer
Europæiske Føderalistparti har både statslige og regionale afdelinger:
- Østrig
- Belgien
- Tjekkiet
- Estland
- Frankrig
- Tyskland
- Grækenland
- Ungarn
- Irland
- Italien
- Holland
- Polen
- Portugal
- Rumænien
- Island
- Norge
- Danmark
- Sverige
- Spanien
- Storbritannien
- Kina
- USA

## Partiets Organisation
Efter partiets føderale konvention i 2011 i Paris blev Yves Gernigon og Pietro De Matteis partiets to første formænd; Hélène Feo og Jan Van Arkel blev valgt som næstformænd; og Nico Segers fik posten som partiets kasserer. Efter føderalkonventionen i 2012 i Rom bestod partiets bestyrelse af de følgende poster:
- Formænd: Pietro De Matteis og Yves Gernigon
- Næstformand: Hélène Feo
- Generalsekretærer: Marco Marazzi og Ghita Yu
- Partiprogram og valg: Harry Stamelos
- Presse og kommunikation: Maria Coelho
- Kasserer: Mariarosaria Marziali

## Europæiske Føderalistparti (Danmark)
Europæiske Føderalistpartis afdeling i Danmark blev oprettet den 28. november 2013 af Henrik Melchior Meilstrup og Frederik Braüner Nygaard.

## Europæiske Føderalistparti i pressen
Partiet har været omtalt i forskellige nyhedsartikler og publikationer. Nogle af dem findes herunder:
- Euractiv.com - Italy - Partito federalista europeo: congresso a Roma, idee e proposte[3]
- WAZ - Der Westen - Unterwegs im Schloss Bellevue[4]
- Brussels Diplomatic - Europe - Interview with the European Federalist Party[5]
- The New Federalist - UK/Europe - In defense of real European parties[6]
- Europae - Rivista di Affari Europei - Italy - All’Europa serve una rivoluzione strutturale. È il momento della Federazione europea[7]
- The Epoch Times - Romania - Cum ar putea arăta Statele Unite ale Europei[8]
- Un Mondo di Italiani - Italy - Una donna europea. Intervista a Stefania Schipani, vicepresidente del Partito Federalista Europeo[9]
- Le Taurillon - France - Plaidoyer pour de vrais partis européens[10]
- ΗΜΕΡΑ ΤΣΗ ΖΑΚΥΘΟΣ - Greece- ΑΝΟΙΧΤΗ ΕΠΙΣΤΟΛΗ[11]
- Rete Sole - Italy - Intervista con Dott.sa Stefania Schipani, presidente della sezione Italiana del Partito Federalista Europeo[12]
- Euractiv.fr - France - Le parti fédéraliste veut son candidat à la présidentielle[13]
- Radicali.it - Il Partito Federalista Europeo e Marco Pannella protestano contro la violazione della libertà di associazione in Europa[14]
- Radio France Internationale - France - Yves Gernigon, président du Parti fédéraliste[15]
- MenteLocale.it - Italy - Siamo tutti greci: la manifestazione a De Ferrari[16]
- Cuore e Ambiente - Italy -[17]
- Per La Pace.it - Italy - La Grecia siamo noi! Siamo tutti europei![18]
- Europe Today - Europe - The race for the 2014 EP Elections begins[19]

## Ekstern henvisning
- www.federalistparty.eu Arkiveret 26. august 2013 hos  Wayback Machine